# Исчезновение Сьюзан Пауэлл
Исчезновение Сью́зан Па́уэлл (англ. Disappearance of Susan Powell) — предполагаемое похищение и убийство американки Сьюзан Пауэлл, совершённое в декабре 2009 года в Уэст-Валли-Сити, штат Юта, США. Последующее расследование и события привлекли внимание национальных средств массовой информации. Джо́шуа Пауэлл, муж Сьюзан, был назван лицом, заинтересованным в её исчезновении, однако ему так и не было предъявлено обвинение. После того, как опека над общими детьми пары была передана родителям Сьюзан, 5 февраля 2012 года Джошуа убил их и покончил с собой.
21 мая 2013 года полиция Уэст-Валли-Сити закрыла расследование исчезновения Сьюзан. Полиция заявила, что, по их мнению, Джошуа убил её, и его брат Майкл помог спрятать её тело. В феврале 2013 года Майкл покончил с собой. С тех пор неоднократно предпринимались попытки официально объявить Сьюзан мёртвой.

## Предыстория

### Сьюзан Кокс
Сьюзан Мари Кокс (англ. Susan Marie Cox) родилась 16 октября 1981 года в Аламогордо, штат Нью-Мексико, в семье пилота Чарльза «Чака» Кокса и его жены Джуди. У Сьюзан есть две старшие и одна младшая сестра. Некоторое время семья проживала в Аляске, после чего переехала в штат Вашингтон. По словам семьи, Сьюзан была типичным подростком, которая любила кататься на лошадях и проводить время с друзьями. Дениз, старшая сестра Сьюзан, описывала её как свою «напарницу во всех делах» или «подростка, который пытался бунтовать, но у которого никогда не получалось это, так как у неё было слишком доброе сердце». По словам Чарльза Кокса, Сьюзан хорошо училась в школе и регулярно ходила в церковь, у неё были хорошие друзья и она любила петь в хоре. Ей нравилось делать прически, красить ногти и носить стильную одежду. После окончания средней школы Роджерс (англ. Rogers High School) в Пьюаллупе, Сьюзан поступила в школу косметологии. Одной из причин выбора данного направления стало желание помочь другим людям полюбить себя. Сьюзан росла в религиозной семье и часто посещала церковь Иисуса Христа Святых последних дней. В 19 лет Сьюзан иногда посещала светские мероприятия, посвященные молодым и одиноким мормонам, которые могли найти единомышленников.

### Джошуа Пауэлл
Джошуа «Джош» Пауэлл (англ. Joshua Powell) родился в Пьюаллупе в семье Стива и Террики Пауэлл. У него были братья Майкл и Джон и сестры Дженнифер и Алина. В 1992 году Стив и Террика развелись. По словам Террики, Стив жестко наказывал Джоша в детстве. После развода Джош, Майкл и Джон остались жить с отцом, а Дженнифер и Алина — с матерью. В связи с появившейся депрессией, в подростковом возрасте Джош пытался повеситься. В какой-то период родители Стива получили опеку над всеми детьми. Прожив около года с ними, дети стали жить с матерью.
В 1998 году Пауэлл начал встречаться с Кэтрин Терри Эверетт (англ. Catherine Terry Everett), с которой познакомился на церковном мероприятии. По словам девушки, Пауэлл контролировал её и хотел убедиться, что ей будет не на кого больше положиться. Пауэлл контролировал бюджет Кэтрин и уговорил её взять образовательный кредит. Он забирал чеки девушки и переводил их на свой счет. Вскоре Пауэлл убедил Кэтрин переехать из Вашингтона в Юту, чтобы жить с ним и его отцом. При каждой встрече с семьей девушку сопровождал Пауэлл. Позже пара начала снимать квартиру в Сиэтле. В начале 1999 года Кэтрин поехала в Юту, чтобы навестить друга. В тот раз Пауэлл не смог сопровождать девушку. Кэтрин решила не возвращаться в Сиэтл и рассталась с Джошем по телефону.
Психиатр Дэвид Рейсс (англ. David Reiss) описывает Пауэлла так:

Ребёнок, живущий в такой семейной динамике, часто пытается успокоить родителя, который пугает его, и обычно подсознательно перенимает его убеждения и образ мышления. На каком-то уровне ребёнок присоединяется к человеку, которого он считает угрозой".
Оригинальный текст (англ.)A child living within the family dynamics often tries to appease a parent who terrifies them by, usually subconsciously, adopting their beliefs and thought patterns. On some level, the child is going to align himself with the person he sees as a threat.

### Брак Сьюзан и Джошуа
Пауэлл и Кокс познакомились на церковном мероприятии. 6 апреля 2001 года пара поженилась в храме Портланд Орегон. Сьюзан работала косметологом в Wells Fargo Investments и в ювелирном магазине в JCPenney, в то время как Джош вкладывал деньги в неудачные бизнес-проекты. В связи с финансовыми трудностями, в 2002 году Сьюзан и Джош переехали к Стиву Пауэллу в Саут-Хилл, штат Вашингтон.
В декабре 2003 года пара переехала в Уэст-Валли-Сити, штат Юта. Первоначально они жили с сестрой Джоша Дженнифер, её мужем и детьми. В Юте Сьюзан и Джош смогли получить ипотеку и купить дом. Пара устроилась работать в компанию Fidelity Investments. Вскоре Сьюзан была принята на полную ставку, а Джош был уволен. Джош пытался устроиться на работу риэлтором и мечтал стать миллионером, продавая дома. Сьюзан продолжала обеспечивать всю семью самостоятельно.
В июне 2004 года Сьюзан обнаружила, что беременна. Во время беременности она сдала экзамены, чтобы стать биржевым брокером. 19 января 2005 года у Сьюзан начались схватки. Джош настоял, чтобы её родители отвезли в больницу, так как ему надо было создать резервную копию жесткого диска для своего компьютера. Когда он прибыл в больницу, он продолжал работать в своем ноутбуке. По настоянию отца Сьюзан Джош стал поддерживать Сьюзан при рождении первого ребёнка — Чарли (англ. Charles Powell).
Сьюзан уволилась с работы в Fidelity и вскоре обнаружила, что беременна. Несмотря на тяжелое финансовое положение семьи, Сьюзан была рада данной новости и мечтала о девочке. 2 января 2007 года Сьюзан родила второго мальчика Брейдена (англ. Braden Powell). В том же году в связи с невозможностью выплатить долг в размере 200 000 долларов, семья Пауэлл объявила себя банкротом.

## В популярной культуре
- 21 июня 2012 — публикация книги «Потерянный рай Джоша и Сьюзен Пауэлл» (англ. Josh and Susan Powell Paradise Lost) авторов Кэти Каварзан и Анджелы Л. Уилсон (англ. Cathy Cavarzan)(англ. Angela L Wilson)[1];
- 11 июня 2013 — публикация книги «Отцы-убийцы: извращенные побуждения, которые заставляют отцов убивать собственных детей» (англ. Killer Dads: The Twisted Drives that Compel Fathers to Murder Their Own Kids) автора Мэри Папенфусс (англ. Mary Papenfuss)[1];
- 5 мая 2015 — публикация книги «Если я не могу владеть тобой: Сьюзен Пауэлл, её загадочное исчезновение и убийство её детей» (англ. If I Can't Have You: Susan Powell, Her Mysterious Disappearance, and the Murder of Her Children) авторов Грегга Олсен (англ. Gregg Olsen) и Ребекки Моррис (англ. Rebecca Morris)[9];
- Октябрь 2018 — выпуск «Убитые: Семья Пауэлл» подкаста «Crime Junkie»[10];
- Декабрь 2018 — документальный фильм «Сьюзен Пауэлл: Загадочное убийство с опознанием», премьера которого состоялась на канале Investigation Discovery[11];
- Июль 2019 — 82-й выпуск «Трагическая история Сьюзен Пауэлл: Mini Morbid» подкаста Morbid[12];
- 31 августа 2021 — публикация книги «Роковые друзья и смертоносные соседи» (англ. Fatal Friends and Deadly Neighbors) автора Энн Рул (англ. Ann Rule)[1].

## Комментарии
1. ↑  Старших сестёр Сьюзан зовут Мэри и Дениз[4].